# سعدون شاكر
سعدون شاكر (1939-14 أغسطس 2015) سياسي عراقي كان وزير الداخلية العراقي وعضوا في القيادة القوية لحزب البعث العراقي .

## النشأة
ولد سعدون شاكر محمود المفرجي العبيدي سنة 1939 وتنحدر عائلته من مدينة بعقوبة، وقرية الحد الأخضر المطلة على نهر ديالى.. انتمى إلى حزب البعث ونجح في تهريب صدام حسين من أيدي سجانيه أيام كان معتقلاً سنة 1966 حيث هربه من مطعم.

## المناصب الحكومية
في سنة 1968 عُين في جهاز العلاقات العامة الذي كان البداية لجهاز المخابرات العامة الذي أنشأه صدام، وبعدها عُين سعدون شاكر رئيساً لجهاز المخابرات، وكان معاونه برزان التكريتي الذي أصبح مدير للجهاز. ونُقل سعدون شاكر ليصبح وزيراً للداخلية سنة 1979. في 1987 اُنتخب عضواً للقيادة القُطرية.

## محاكمته
اُعتقل بعد احتلال العراق في 20 مارس 2003. في مارس 2011 حُكم عليه بالإعدام بتهمة مساهمته بقتل عدد من الشخصيات الشيوعية منها: الزعيم الركن جلال الأوقاتي وصالح العبلي الشيوعي وقائد المقاومة ضد حركة البعث ضد عبد الكريم قاسم في 8 فبراير 1963، ولم يُنفذ حكم الإعدام فيه لأسباب سياسية داخلية واقليمية ودولية.

## الوفاة
توفي بالسجن في 14 أغسطس 2015 عن عمر ناهز 76 سنة.